# Католицька церква в Марокко
Като́лицька це́рква в Маро́кко — друга християнська конфесія Марокко. Складова всесвітньої Католицької церкви, яку очолює на Землі римський папа. Керується конференцією єпископів. Станом на 2004 рік у країні нараховувалося близько 23 000 католиків (0,07% від усього населення). Існувало 2 діоцезій, які об'єднували 40 церковних парафій.  Кількість  священиків — 46 (з них представники секулярного духовенства — 6, члени чернечих організацій — 40), постійних дияконів — 0, монахів — 56, монахинь — 239.